# Rafael Sabás Camacho y García
Rafael Sabás Camacho y García (Etzatlán, Jalisco; 5 de diciembre de 1826-Santiago de Querétaro; 11 de mayo de 1908), fue un sacerdote mexicano. Tercer Obispo de Querétaro de 23 de marzo de 1885 a 1908, en que falleció. 
Nació en 1826 y sus padres fueron Anastacio Camacho y Matilde García. Estudió teología y recibió la ordenación sacerdotal el 16 de marzo de 1851.El 26 de noviembre de 1851 se licenció de canónigo, en la Universidad Nacional de Guadalajara, donde también se doctoró el 7 de diciembre del mismo año. Doctor en Jurisprudencia de Guadalajara, llegó al cargo de Obispo de Querétaro en 1884. Entabló ya con ese cargo, una discusión con el obispo de Tamaulipas sobre la veracidad de las apariciones de la Virgen de Guadalupe.El papa León XIII, lo llamó "El Gran Guadalupano". En julio de 1886 inició las peregrinaciones al villa del Tepeyac.Se le atribuye a él que cada de diócesis envíe todos los años una peregrinación a la Basílica de Guadalupe. 

## Obras
- Sermón en la Iglesia de Santa Mónica. El día 20 de mayo de 1855, en la solemne función que el Comercio de Guadalajara hizo para celebrar el grandioso acontecimiento de la Definición Dogmática sobre la Concepción Inmaculada de la Santísima Virgen María (1855).
- Conclusión de un curso de Filosofía (1857).
- Despedida de sus alumnos, en verso, y calificaciones obtenidas en la cátedra de Física del Seminario en el curso de 1856-1857 (1857).
- Itinerario de Roma a Jerusalem (1865).[7]
- Relación de méritos (1871).
- Disertación sobre la importancia del Canto Gregoriano (1878).[7]
- los informes rectorales de 1879, 1881, 1882, 1883 y 1884.
- cartas pastorales, edictos y circulares a los diocesanos de Querétaro publicadas de 1885 a 1908.
- Apuntes geográficos y estadísticos de la ciudad y parroquia de San Juan del Río (1894).[7]